# اورنج (تگزاس)
اورنج، تگزاس(به انگلیسی: Orange, Texas) شهری در ایالت تگزاس از ایالات جنوبی ایالات متحده آمریکا است. در سرشماری سال ۲۰۰۰، جمعیت این شهر ۱۸۶۴۳ نفر اعلام شد.